# Champs-Élysées Film Festival
 (décembre 2023).
Champs-Élysées Film Festival est un festival de cinéma fondé en 2012 par Sophie Dulac. Son ambition est de défendre et de promouvoir le cinéma indépendant américain et français. L'ensemble de ses événements est destiné au grand public : les films de la compétition, les avant-premières, les masterclass, les soirées spéciales, les conférences…
Le 9 juillet 2025, un communiqué de presse écrit par Sophie Dulac annonce la fin du festival de cinéma après la 14e édition.

## Description du festival
Pour Sophie Dulac, le festival aspire à « devenir pour le public un révélateur de talents du cinéma indépendant français et américain ».
Le festival se veut être une passerelle entre les cinématographies françaises et américaines ainsi qu’une plateforme de rencontres de la jeune création tant cinématographique que musicale. Il se déroule chaque année au mois de juin dans l’ensemble des salles de l’avenue et propose une sélection inédite de films français et américains en compétition, des avant-premières, les rétrospectives d’invités d’honneur prestigieux, trois jurys composés de personnalités singulières aux univers éclectiques et une sélection musicale pointue. 
Après 14 éditions, un communiqué de presse est publié le 9 juillet 2025 pour annoncer la fin du festival. Il est écrit par Sophie Dulac qui évoque comme raison principale les attaques depuis des révélations de violence managériale dans des médias comme Libération ou Le Monde. Suite à l'enquête parue avant l'édition de 2025, de nombreux évènements sont arrivés avec notamment la démission collégiale du jury. D'autres raisons sont évoquées comme le manque de soutien financier et la fermeture progressive des salles de cinéma de l'avenue.  

## Récompenses
Les prix décernés lors du festival sont :
- Pour les longs métrages :
  - Grand Prix du Jury du Meilleur long métrage américain indépendant
  - Grand Prix du Jury du Meilleur long métrage français indépendant
  - Prix du Jury de la Meilleure réalisation américaine
  - Prix du Jury de la Meilleure réalisation française
  - Prix de la Critique du Meilleur long métrage américain indépendant
  - Prix de la Critique du Meilleur long métrage français indépendant
  - Prix du Public du Meilleur long métrage américain indépendant
  - Prix du Public du Meilleur long métrage français indépendant
- Pour les courts métrages :
  - Grand Prix du Jury du Meilleur court métrage américain indépendant
  - Grand Prix du Jury du Meilleur court métrage français indépendant
  - Prix du Public du Meilleur court métrage américain indépendant
  - Prix du Public du Meilleur court métrage français indépendant
  - Prix France Télévisions du court métrage français
- Pour les moyens métrages :
  - Grand Prix du Jury du Meilleur moyen métrage français indépendant
  - Prix du Public du Meilleur moyen métrage français indépendant

## Diffusion
Comme son nom l'indique, les films du festival sont projetés dans des cinémas sur ou proches de l'avenue des Champs-Élysées à Paris :
- Le Balzac ;
- Le Lincoln ;
- Publicis Cinémas ;
- Gaumont Champs-Elysées
- UGC Normandie

## 1reédition(2012)

### Présidents du festival
| Nom | Nom                                       | Qualité          | Nationalité |
| --- | ----------------------------------------- | ---------------- | ----------- |
|     | Lambert Wilson (co-président du festival) | acteur, chanteur | France      |
|     | Michael Madsen (co-président du festival) | acteur           | États-Unis  |

### Invités
- Donald Sutherland
- Harvey Weinstein (Invité d'Honneur du Festival)

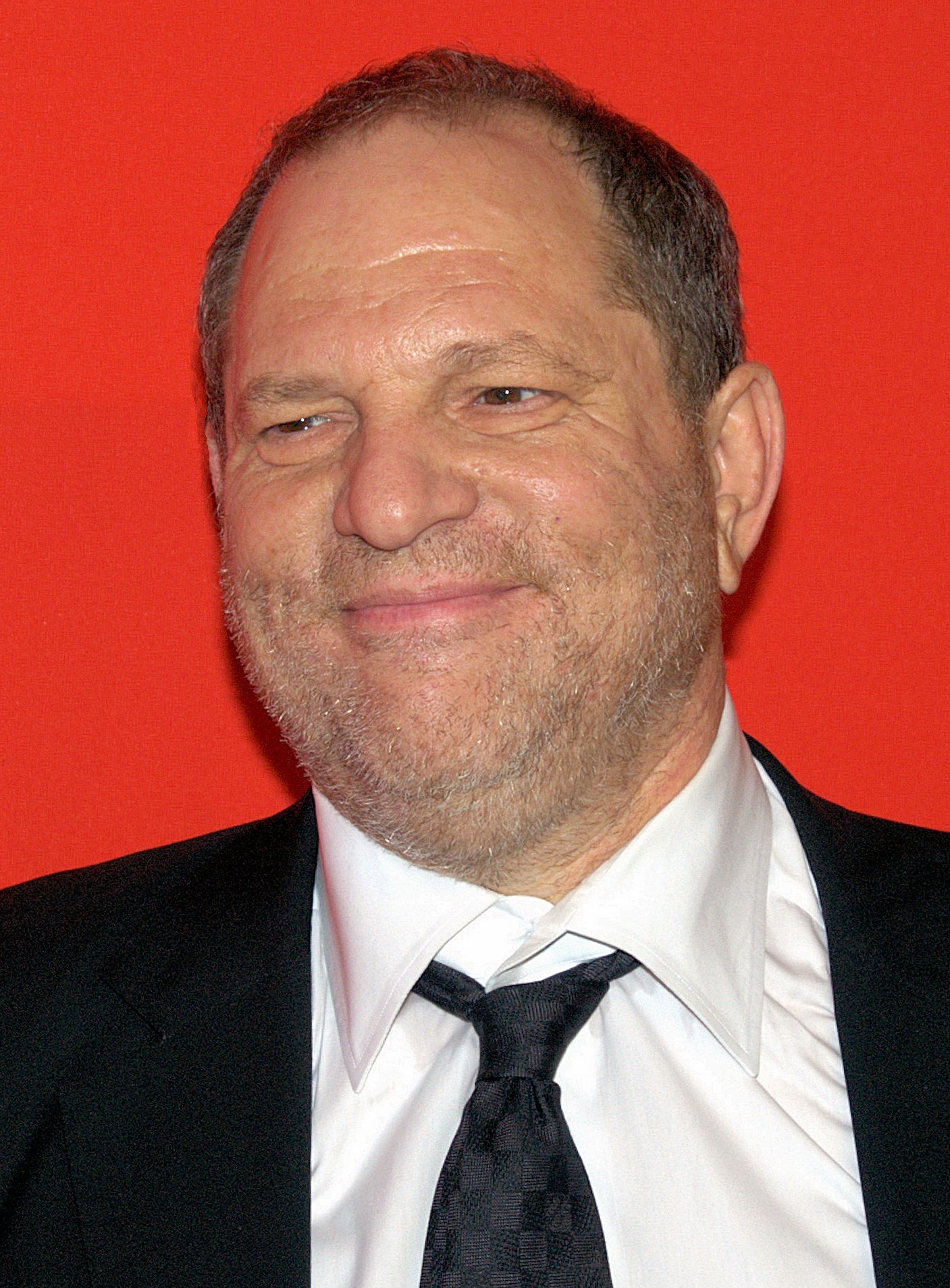
Harvey Weinstein

### Palmarès

#### Compétition
Prix du Public du long-métrage américain
- Marina Abramovic: The Artist Is Present de Matthew Akers

Prix du Public du court-métrage américain : 
- Motherland de Shariq Siddiqui

Prix du Public du court-métrage français
- It's miracul'house de Stéphane Freiss

#### Le clin d'oeil à Lambert Wilson
- La Princesse de Montpensier – Bertrand Tavernier
- Des hommes et des dieux – Xavier Beauvois

#### Prix du jury professionnel - US in progress
- A Teacher de Hannah Fidell

Mention spéciale - US in progress
- I am I de Jocelyn Towne

## Industry Week
Champs-Élysées Film Festival propose également des journées professionnelles « Industry Week » qui comporte les "US In Progress Paris" et, jusqu'à 2017, le "Paris Coproduction Village".

### Us In Progress Paris
"US In Progress Paris" initiative conjointe de l’American Film Festival de Wroclaw en Pologne, de Champs-Élysées Film Festival à Paris et de Black Rabbit Film. Il s’agit du premier et seul événement professionnel consacré au cinéma indépendant américain en France. Il comprend deux rencontres par an, à l’occasion de deux festivals de cinéma différents : Paris en juin et Wroclaw en octobre. Un jury de professionnels sélectionnera un projet qui se verra offrir, en vue de sa production, des prestations techniques, l’achat du film, ainsi qu'une promotion de celui-ci. L'objectif de US in Progress est de favoriser les échanges entre la génération émergente de jeunes cinéastes américains talentueux, et les professionnels européens afin de faciliter leur accès au marché européen.

### Paris Coproduction Village (2014-2017)
De 2014 à 2017, "Industry Week " a accueilli Paris Coproduction Village, plateforme de développement et de financement pour des projets de longs métrages sélectionnés à travers le monde. Cet événement également organisé par le Festival de Cinema Européen des Arcs, a pour objectif d’encourager les professionnels de l’industrie cinématographique européenne à s’investir dans des coproductions internationale.

## 2eédition(2013)
Le deuxième édition de Champs-Élysées Film Festival s'est déroulée du 12 au 18 juin 2013.

### Présidents du festival
| Nom | Nom                                      | Qualité                | Nationalité |
| --- | ---------------------------------------- | ---------------------- | ----------- |
|     | Olivier Martinez (président du festival) | acteur                 | France      |
|     | Julie Gayet                              | Actrice et productrice | France      |

### Invités
- Cédric Klapisch
- Frederick Wiseman
- Halle Berry

### Palmarès

#### Selection Officielle
Prix du public -  Meilleur long métrage Indépendant américain
- How to get Money Selling Drugs de Matthew Cooke

Prix du public -  Meilleur court métrage Indépendant français
- Penny Dreadful de Shane Atkinson

Prix du public - Meilleur court métrage Français
- Nous sommes tous des êtres penchés par Simon Lelouch

#### US in Progress Paris
Prix du jury
- 1982 de Tommy Oliver

## 3eédition(2014)
La troisième édition de Champs-Élysées Film Festival s'est déroulée du 11 au 17 juin. 2014.

### Présidents du festival
| Nom | Nom                                           | Qualité     | Nationalité |
| --- | --------------------------------------------- | ----------- | ----------- |
|     | Bertrand Tavernier (co-président du festival) | réalisateur | France      |
|     | Jacqueline Bisset (co-présidente du festival) | actrice     | Royaume-Uni |

### Invités
- Keanu Reeves
- Agnès Varda
- Whit Stillman
- Mike Figgis

### Palmarès

#### Sélection Officielle
Prix du Public – Meilleur Long Métrage Indépendant Américain
- Fort Bliss de Claudia Myers

Prix du Public – Meilleur Court Métrage Américain
- The Coin de Fabien Martorell

Prix du Public – Meilleur Court Métrage Français
- La Curée de Emmanuel Fricero

Prix du Jury Blogueurs – Meilleur Long Métrage Indépendant Américain
- American Promise de Michèle Stephenson & Joe Brewster

#### Sections Parallèles
Prix du Jury Lycéen – Les Incontournables TCM Cinéma
- L’Incident de Larry Peerce

Prix du Jury
- Creative Control de Benjamin Dickinson

## 4eédition(2015)
La quatrième édition de Champs-Élysées Film Festival s'est déroulée du 10 au 16 juin 2015.

### Présidents du festival
| Nom | Nom                                         | Qualité | Nationalité |
| --- | ------------------------------------------- | ------- | ----------- |
|     | Jeremy Irons (co-président du festival)     | acteur  | Royaume-Uni |
|     | Émilie Dequenne (co-présidente du festival) | actrice | Belgique    |

### Invités
- William Friedkin
- Alan Parker
- Euzhan Palcy
- Frères Safdie

### Palmarès

#### Compétition
Prix du Public – Long Métrage Indépendant Américain
- The Road Within de Gren Wells

Prix du Public – Court Métrage Américain
- Scheherazade de Mehrnoush Aliaghaei

Prix du Public – Court Métrage Français Parrainé par HD1
- J’aurais pas dû mettre mes Clarks de Marie Caldera

#### Sections parallèles
Prix du Jury Lycéen – Les Incontournables TCM Cinéma
- L’Usure du Temps de Alan Parker

#### US in Progress
Lauréat US in Progress Paris 2015
- Diverge de James Morrisson

## 5eédition(2016)

### Présidents du festival
| Nom           | Nom                                       | Qualité                                          | Nationalité |
| ------------- | ----------------------------------------- | ------------------------------------------------ | ----------- |
| Nicole Garcia | Nicole Garcia (co-présidente du festival) | Actrice, réalisatrice, scénariste                | France      |
| Alexandre Aja | Alexandre Aja (co-président du festival)  | Réalisateur, scénariste, producteur, dialoguiste | France      |

### Jury du festival
Cette cinquième édition a vu la création d’un Jury composé de six personnalités incarnant tant le cinéma français d’aujourd’hui et de demain que la littérature contemporaine. 
| Nom              | Nom               | Qualité                    | Nationalité |
| ---------------- | ----------------- | -------------------------- | ----------- |
| Zita Hanrot      | Zita Hanrot       | actrice                    | France      |
| Déborah François | Déborah François  | actrice                    | Belgique    |
| Félix Moati      | Félix Moati       | acteur                     | France      |
|                  | Sophie Letourneur | réalisatrice et scénariste | France      |
| Vincent Rottiers | Vincent Rottiers  | acteur                     | France      |
| Philippe Jaenada | Philippe Jaenada  | écrivain                   | France      |

### Invités
- Mia Hansen-Løve
- Abel Ferrara
- Andrew Davis
- Brady Corbet

### Palmarès

#### Compétition
Prix du Jury - Long métrage Indépendant américain
- Weiner de Josh Kriegman et Elyse Steinberg

Mention spéciale du Jury - Long métrage indépendant américain
- From Nowhere de Matthew Newton

Prix du Public - Long métrage indépendant américain
- From Nowhere de Matthew Newton

Prix du Public - Court métrage français
- Feuilles de printemps de Stéphane Ly-Cuong

Prix du Public - Court métrage américain
- Thunder Road de Jim Cummings

#### Section parallèle
Label étudiant du film de Répertoire
- Masculin Féminin de Jean-Luc Godard

## 6eédition(2017)
La sixième édition du festival s'est déroulée du 15 au 22 juin 2017. Elle a attiré plus de 24 000 spectateurs.

### Présidents du festival
| Nom | Nom                                        | Qualité     | Nationalité |
| --- | ------------------------------------------ | ----------- | ----------- |
|     | Randal Kleiser (co-président du festival)  | Réalisateur | États-Unis  |
|     | Pierre Lemaitre (co-président du festival) | Écrivain    | France      |

### Jury du festival
| Nom | Nom              | Qualité               | Nationalité |
| --- | ---------------- | --------------------- | ----------- |
|     | Lolita Chammah   | actrice               | France      |
|     | Lola Créton      | actrice               | France      |
|     | Karidja Touré    | actrice               | France      |
|     | Vincent Dedienne | humoriste             | France      |
|     | Jérémie Elkaïm   | acteur et réalisateur | France      |
|     | Gustave Kervern  | réalisateur           | France      |
|     | Camélia Jordana  | chanteuse et actrice  | France      |

## 7eédition(2018)
La septième édition a eu lieu du 12 au 19 juin 2018 et s'est ouverte avec la projection en avant-première du film How To Talk To Girls At Parties de John Cameron Mitchell.
La sélection a été dévoilée le 26 mai 2018. 

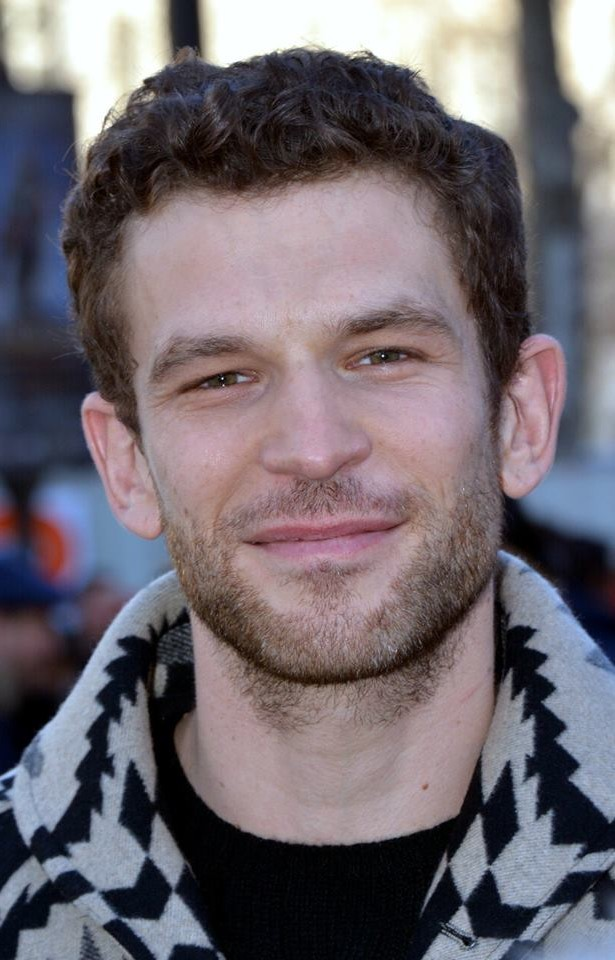
Arnaud Valois, membre du jury des courts-métrages du Champs-Élysées Film Festival 2018

### Jury du festival
Membre du jury des longs-métrages
- Serge Bozon (Président du jury),  réalisateur, critique de cinéma et acteur  France
- Naidra Ayadi, comédienne  France
- Sébastien Betbeder, réalisateur et scénariste  France
- Damien Bonnard, acteur  France
- Judith Chemla, actrice
- Pierre Deladonchamps, acteur  France
- Ana Girardot, actrice  France

Membre du jury des courts-métrages
- Katell Quillévéré (Présidente du jury), réalisatrice et scénariste  France
- Hubert Charuel, réalisateur  France
- Esther Garrel, actrice  France
- Christophe Taudière, responsable du Pôle Court Métrage à France Télévisions  France
- Arnaud Valois, acteur  France

### Invités d'honneurs
- Tim Roth
- Jennifer Jason Leigh
- John Cameron Mitchell
- Nathan et David Zellner

## 8eédition(2019)
La huitième édition se déroulera du 18 au 25 juin 2019 sur l'ensemble des salles de cinéma des Champs-Élysées, avec toujours à cœur de proposer au public le meilleur du cinéma indépendant français et américain.

### Jury du festival
Membre du jury des longs-métrages
- Stéphane Brizé (Président du jury), réalisateur, scénariste et acteur  France
- Jeanne Added, autrice-compositrice-interprète  France
- Danielle Arbid , réalisatrice  France  Liban
- Yoann Bourgeois, acrobate, metteur en scène et chorégraphe  France
- Clotilde Hesme, actrice  France
- Grégoire Ludig,  acteur, humoriste et producteur  France
- Océan, comédien, humoriste, chanteur et chroniqueur  France

Membre du jury des courts-métrages
- Valérie Donzelli (Présidente du jury), actrice, scénariste et réalisatrice  France
- Galatea Bellugi , actrice  France
- Antoine Reinartz, acteur  France
- Thomas Scimeca , acteur  France
- Christophe Taudière, responsable du pôle court métrage à France Télévisions  France
- Virgil Vernier, acteur et réalisateur  France

### Invités
Invités d'honneurs
- Jeff Goldblum, acteur  États-Unis
- Debra Granik, réalisatrice  États-Unis
- Kyle MacLachlan, acteur  États-Unis
- Christopher Walken, acteur  États-Unis

Invités
- Rick Alverson, réalisateur, scénariste et musicien  États-Unis
- David Lowery, réalisateur  États-Unis
- Alex Ross Perry, réalisateur et scénariste  États-Unis

## 9eédition(2020)
La neuvième édition se déroule du 9 au 16 juin 2020. En raison de la pandémie de Covid-19 en France, l'édition se fait de façon numérique.

### Jury du festival
Membre du jury des longs-métrages
- Mounia Meddour (Présidente du jury), réalisatrice
- Camille Chamoux, actrice et humoriste
- William Lebghil, acteur
- Sébastien Lifshitz, réalisateur
- Elina Löwensohn, actrice
- Sébastien Marnier, réalisateur

### Invités
- Stephen Frears
- Edgar Wright

## 10eédition(2021)
La 10e édition se déroule du 14 au 21 septembre 2021 dans les salles de cinéma des Champs-Elysées et sur le Rooftop du festival. Le festival présente des compétitions de longs et courts métrages indépendants français et américains, des avant-premières, des rétrospectives, et des rencontres. 
Pour célébrer ses 10 ans d'existence le festival présente une rétrospective 10 ans d'indépendance avec une sélection de longs et de courts métrages américains ayant jalonné ses différentes éditions depuis 2012. 
Ce dixième anniversaire marque la création d’une nouvelle section au sein de la programmation: Culte. Réflexion historique, excursion thématique dans le passé, aller à la rencontre de films emblématiques et fondateurs d’une certaine indépendance : rage de vivre, résistance, rébellion et liberté. Portée par la volonté de créer un espace de rencontres et de fulgurances autour des Riot Girls, le festival présente cinq longs métrages français et américains mettant à l’honneur la scène underground des années 1980 filmée par les femmes. Au programme : Smithereens de Susan Seidelman, Simone Barbès ou la Vertu de Marie-Claude Treilhou, La Nuit Porte-Jarretelles de Virginie Thévenet, Born in Flames de Lizzie Borden, The Decline of Western Civilization de Penelope Spheeris.
Pour incarner cette section, le festival invite Susan Seidelman en tant qu'invitée d'honneur, qui présentera Smithereens, notamment connu pour être le premier long métrage américain indépendant sélectionné en compétition officielle au Festival de Cannes en 1982. Avec ce premier film lo-fi, Susan Seidelman dresse un vibrant portrait de femme et devient l’une des figures phare du cinéma underground new-yorkais des années 1980.
Le festival reçoit également le réalisateur, scénariste et producteur américain Jim Cummings déjà passé par le festival en 2016 pour y présenter son court métrage Thunder Road. Le réalisateur présente pour cette 10ème édition du festival son nouveau film The Beta Test. Le festival lui consacre également une rétrospective.
Le festival est une vitrine pour le jeune cinéma indépendant français et américain, notamment au travers de ses compétitions qui accueillent chaque année plusieurs dizaines de nouveaux talents confirmés ou à suivre.

## 11eédition(2022)
La 11e édition se déroule du 21 au 28 juin 2022, dans les salles de cinéma des Champs-Élysées. 
Le jury longs métrages est présidé par Emmanuelle Bercot, et composé du chanteur Albin de la Simone, de la réalisatrice et scénariste Maïmouna Doucouré, de la comédienne Rebecca Marder et du réalisateur Diego Ongaro. 

### Compétition longs-métrages américains
- A Love Song réalisé par Max Walker-Silverman
- Happer's Comet réalisé par Tyler Taormina
- Mija réalisé par Isabel Castro
- Quantum Cowboys réalisé par Geoff Marslett
- The Integrity of Joseph Chambers réalisé par Robert Machoian
- The Unknown country réalisé par Morrisa Maltz

### Compétition longs-métrages français
- Ardenza réalisé par Daniela De Felice
- Atlantic Bar réalisé par Fanny Molins
- Heartbeast réalisé par Aino Suni
- Mauvaises filles réalisé par Émérance Dubas
- Nos cérémonies réalisé par Simon Rieth
- Rodéo réalisé par Lola Quivoron

### Hors compétition
- After Yang réalisé par Kogonada (film d'ouverture)
- Everything Everywhere All at Once réalisé par Daniel Kwan et Daniel Scheinert (film de clôture)
- Coma réalisé par Bertrand Bonello
- Les Années Super 8 réalisé par Annie Ernaux et David Ernaux-Briot
- Les Minions 2 : Il était une fois Gru (Minions: The Rise of Gru) réalisé par Kyle Balda
- Les Pires réalisé par Lise Akoka et Romane Guéret

## 12eédition(2023)
Le jury longs métrages est composé de : Bertrand Bonello (président), Pénélope Bagieu, Irène Drésel, Ellie Foumbi et Rabah Nait Oufella.
Le jury courts métrages est composé de : Rebeka Warrior (présidente), Charlotte Abramow, Geordy Coutureau, Simon Rieth et Lina Soualem.

### Sources
1. http://www.lesinrocks.com/2015/06/10/cinema/champs-elysees-film-festival-le-cinema-americain-debarque-a-paris-11753116/
2. http://www.evous.fr/Champs-Elysees-film-festival-Paris-1170317.html
3. http://www.lefigaro.fr/cinema/2015/06/17/03002-20150617ARTFIG00218-champs-elysees-film-festival-les-laureats-sont.php
4. https://www.warnerbros.fr/articles/champs-elysees-film-festival-selection-2015
5. http://www.parisfaitsoncinema.com/autour-du-cinema/zoom-sur/le-champs-elysees-film-festival-2015.html
6. http://roadsmag.com/sophie-dulac-entretien-champs-elysees-film-festival47565000986/
7. https://www.20minutes.fr/cinema/1628583-20150610-jeremy-irons-president-champs-elysees-film-festival-surtout-devenez-acteurs
8. http://www.grazia.fr/culture/series/articles/les-10-films-que-l-on-ne-veut-pas-rater-au-champs-elysees-film-festival-766254
9. http://www.parismatch.com/Culture/Cinema/Jeremy-Irons-roi-des-Champs-782884
10. http://www.purepeople.com/article/emilie-dequenne-et-michel-ferracci-leur-amour-se-repand-sur-les-champs-elysees_a161036/24
11. http://www.novaplanet.com/novamag/45450/champs-elysees-film-festival-paris
12. http://www.citizenkid.com/sortie/champs-elysees-film-festival-a1043594
13. http://www.champselyseesfilmfestival.com/2012
14. http://www.champselyseesfilmfestival.com/2013
15. http://www.champselyseesfilmfestival.com/2014
16. http://www.champselyseesfilmfestival.com/2015